# Cot Serampeung
Cot Serampeung är ett berg i Indonesien.   Det ligger i provinsen Aceh, i den västra delen av landet, 1 800 km nordväst om huvudstaden Jakarta. Toppen på Cot Serampeung är 620 meter över havet, eller 185 meter över den omgivande terrängen. Bredden vid basen är 1,7 km.
Terrängen runt Cot Serampeung är bergig åt sydväst, men åt nordost är den kuperad. Runt Cot Serampeung är det ganska glesbefolkat, med 35 invånare per kvadratkilometer. I omgivningarna runt Cot Serampeung växer i huvudsak städsegrön lövskog.